# 威廉·菲利普斯 (经济学家)
奥尔本·威廉·豪斯戈·菲利普斯，MBE（Alban William Housego "A. W." "Bill" Phillips，1914年11月18日—1975年3月4日），是新西蘭知名經濟學家。他最著名的經濟學成果是於1958年提出的菲利普斯曲线。他同時還是MONIAC液壓計算機的發明者。

## 早年經歷
菲利普斯出生在新西蘭丹尼弗克鎮旁的Te Rehunga，父親哈羅德·豪斯戈·菲利普斯是一名奶农，母親伊迪丝·韦伯則是當地的教師與郵政局長。菲利普斯在高中時輟學做電工學徒。他於1935年移居至澳大利亞，在當地做過許多不同工作。1937年，菲利普斯經由西伯利亞鐵路穿越蘇聯前往英國，並在當地成爲了國際電氣工程師學會的會員。二戰開始后，他加入了英國皇家空軍並前往新加坡作戰。新加坡淪陷后他搭乘帝國號運輸船前往爪哇島。他在爪哇島被日軍俘虜，在印度尼西亞的戰俘營裏關押了三年。此間菲利普斯從其他俘虜處學習了中文以及一些機械維修知識。1946年，菲利普斯因戰時的英勇表現獲頒大英帝國員佐勳章。

## 外部連結
- 倫敦政治經濟學院檔案庫中的威廉·菲利普斯論文目錄[永久]